# Umsatzsteuer-Voranmeldung (Deutschland)
Umsatzsteuer-Voranmeldungen müssen von vielen Unternehmern monatlich oder vierteljährlich übermittelt werden, u. a. um eine bereits entstandene Umsatzsteuer an das Finanzamt zu melden und abzuführen oder bei einem Vorsteuerüberschuss erstattet zu bekommen. In der Umsatzsteuererklärung nach Ablauf eines Kalenderjahres oder eines ggf. verkürzten Zeitraums werden die bereits geleisteten Umsatzsteuervorauszahlungen angerechnet.

## Sinn und Zweck
Die Umsatzsteuer ist eine Jahressteuer. Durch die Übermittlung von Umsatzsteuer-Voranmeldungen wird erreicht, dass zum einen den Staat ein geringeres Zahlungsausfallsrisiko trifft und er einen Zinsvorteil erlangt, zum anderen der Unternehmer seine Umsatzsteuerlast gleichmäßiger über das ganze Jahr verteilen und so Zahlungsschwierigkeiten im Folgejahr vermeiden kann. Umgekehrt hat der Unternehmer bei Vorsteuer-Erstattungen einen Zinsvorteil.

## Zeitraum, Frist und Fristverlängerung
Der Zeitraum für die Umsatzsteuervoranmeldung richtet sich grundsätzlich nach der Umsatzsteuerzahllast des Vorjahres. Er wird vom Finanzamt festgestellt; falls er sich ändert, erhält der Unternehmer eine Mitteilung.
Grundsätzlich ist der Voranmeldungszeitraum das Kalendervierteljahr. Betrug die Vorjahres-Umsatzsteuerzahllast nicht mehr als 2.000 €, kann das Finanzamt den Unternehmer von der Verpflichtung zur Übermittlung der Voranmeldungen und Entrichtung der Vorauszahlungen befreien. Bei einer Vorjahres-Umsatzsteuerzahllast von mehr als 9.000 € ist die Umsatzsteuervoranmeldung monatlich zu übermitteln.
Seit 2002 mussten neu gegründete Unternehmen die ersten zwei Jahre immer monatliche Voranmeldungen übermitteln; 2021 bis 2026 ist allerdings wie vor 2002 die auf das Jahr hochgerechnete voraussichtliche Umsatzsteuer maßgeblich, sodass die meisten Neugründer zur vierteljährlichen Übermittlung verpflichtet sind (§ 18 Abs. 2 UStG).
Bei einem Vorjahres-Gesamtüberschuss aus Erstattungen von mehr als 9.000 € kann der Unternehmer freiwillig monatliche Voranmeldungen übermitteln. Mit Ausnahme dieser Regelung ist der Voranmeldungszeitraum nicht frei wählbar (§ 18 Abs. 2a UStG).
Die Voranmeldung ist bis zum 10. Tag nach Ablauf eines Voranmeldungszeitraums an das zuständigen Finanzamt zu übermitteln.
Auf Antrag kann eine Dauerfristverlängerung gewährt werden, so dass sich die Frist für die Übermittlung der Voranmeldung um einen Monat verlängert (§ 46 UStDV). Der Antrag auf Dauerfristverlängerung bedarf keiner Begründung.
Bei monatlicher Anmeldepflicht und Dauerfristverlängerung ist einmal jährlich eine Sondervorauszahlung in Höhe von 1/11 der Summe der Vorauszahlungen des Vorjahres zu leisten; bei neu gegründeten Unternehmen richtet sich die Sondervorauszahlung nach der voraussichtlichen Umsatzsteuer im Gründungsjahr und im Folgejahr nach der Summe der Umsatzsteuer des Vorjahres auf ein Kalenderjahr hochgerechnet (§ 47). Die Sondervorauszahlung wird auf die Umsatzsteuer des Voranmeldungszeitraums Dezember angerechnet.
Bei vierteljährlicher Anmeldepflicht ist keine Sondervorauszahlung erforderlich.
| Voranmeldezeitraum   | Standardfrist | Frist mit Dauerfristverlängerung |
| -------------------- | ------------- | -------------------------------- |
| Januar               | 10.02.        | 10.03.                           |
| Februar              | 10.03.        | 10.04.                           |
| März oder 1. Quartal | 10.04.        | 10.05.                           |

## Meldecharakter und Übermittlungsform
Der Steuerpflichtige hat die Umsatzsteuerzahllast oder die -erstattung selbst zu errechnen (Selbstbemessungsabgabe), in einer Umsatzsteuer-Voranmeldung anzugeben, diese an das Finanzamt zu übermitteln und eine evtl. Umsatzsteuerzahllast fristgerecht zu entrichten. Aufgrund der selbst zu berechnenden Steuer ist die Umsatzsteuer eine Anmeldesteuer (§ 150 Abs. 1 Satz 3 AO). Damit entspricht sie dem Wesen nach einer Selbstveranlagungssteuer.
Die Übermittlung der Umsatzsteuer-Voranmeldung steht einer Steuerfestsetzung unter dem Vorbehalt der Nachprüfung gleich (§ 168 Satz 1 AO). Sofern die Steueranmeldung zu einer Vergütung oder der Herabsetzung einer bereits zu entrichtenden Steuer führt, steht sie erst einer Steuerfestsetzung gleich, wenn die zuständige Finanzbehörde zustimmt (§ 168 Satz 2 AO).
Bis 2004 erfolgte die Übermittlung der Daten mittels eines Meldebogens auf Papier oder freiwillig auf elektronischem Weg, seit 2005 ist die Voranmeldung verpflichtend über das System ELSTER online einzureichen. Hierzu kann entweder das ELSTER-Portal direkt oder die Software von Drittanbietern genutzt werden. Eine elektronische Übertragung war bereits seit Einführung des ELSTER-Verfahrens 1999 möglich. Grundlage dafür war die „Verordnung über die Abgabe von Steueranmeldungen auf maschinell verwertbaren Datenträgern und über Datenfernübertragung“ (Steueranmeldungs-Datenübermittlungs-Verordnung – StADÜV vom 21. Oktober 1998) bzw. von 2003 bis 2016 die StDÜV. Seit dem 1. Januar 2013 muss die elektronische Übertragung zwingend authentifiziert erfolgen.
Sollte keine Möglichkeit besteht, die Umsatzsteuer-Voranmeldung elektronisch zu übermitteln, kann das Finanzamt eine Abgabe in Papierform zulassen (Härtefall).

## Berechnung
Die Errechnung der in der Umsatzsteuer-Voranmeldung Beträge übernimmt der Steuerpflichtige selbst. Grundsätzlich sorgt die zu meldende Umsatzsteuer aus Umsätzen für eine Erhöhung der Zahllast, Vorsteuer aus bezogenen Leistungen mindert diese.
Für die Zuordnung von Umsätzen zu den verschiedenen Voranmeldungszeiträumen eines Jahres gibt es zwei Varianten: die Soll- und die Istversteuerung. Bei der Sollversteuerung ist die Umsatzsteuer einer Leistung fällig, sobald diese erbracht oder eine Anzahlung vereinnahmt worden ist (§ 13 Abs. 1 Nr. 1a UStG). Auf das Datum oder die Ausstellung einer Rechnung kommt es nicht an.
Bei der Istversteuerung, die beantragt werden kann, muss die Umsatzsteuer erst im Meldezeitraum abgeführt werden, in dem ein Entgelt vereinnahmt wurde (§ 13 Abs. 1 Nr. 1b UStG). Diese Regelung bringt einen Zinsvorteil für den Unternehmer.
Die Vorsteuer ist abzugsfähig, sobald die Voraussetzungen des § 15 UStG erfüllt sind. Meist setzt dies eine gültige Rechnung nach § 14 UStG und entweder die Leistungsausführung oder die Zahlung voraus (§ 15 Abs. 1 S. 1 Nr. 1 UStG).
Beispiel: Der Unternehmer bekommt im Januar einen Bürostuhl geliefert, im Februar erhält er die Rechnung dazu. Diese wird im März bezahlt. Die Vorsteuer ist im Februar abzugsfähig, da die Leistung erbracht ist und die Rechnung vorliegt.

## Sonderfall bei ausländischen Unternehmen
Bei Unternehmern aus dem Nicht-EU-Ausland („Drittland“), die sonstige Leistungen auf elektronischem Weg erbringen (zum Beispiel Downloads), gilt die Sonderregelung des § 18 Abs. 4c UStG. Vor Beginn der Tätigkeit kann sich der Unternehmer in einem einzigen EU-Mitgliedstaat registrieren lassen. An dieses frei wählbare Land bezahlt er die gesamte Umsatzsteuer, die er an die EU-Länder schuldet. Für diese Unternehmer gilt eine verlängerte Abgabefrist bis zum 20. des Folgemonats.